# Chlororithra fea
Chlororithra fea là một loài bướm đêm trong họ Geometridae.